# 안톤 마카렌코

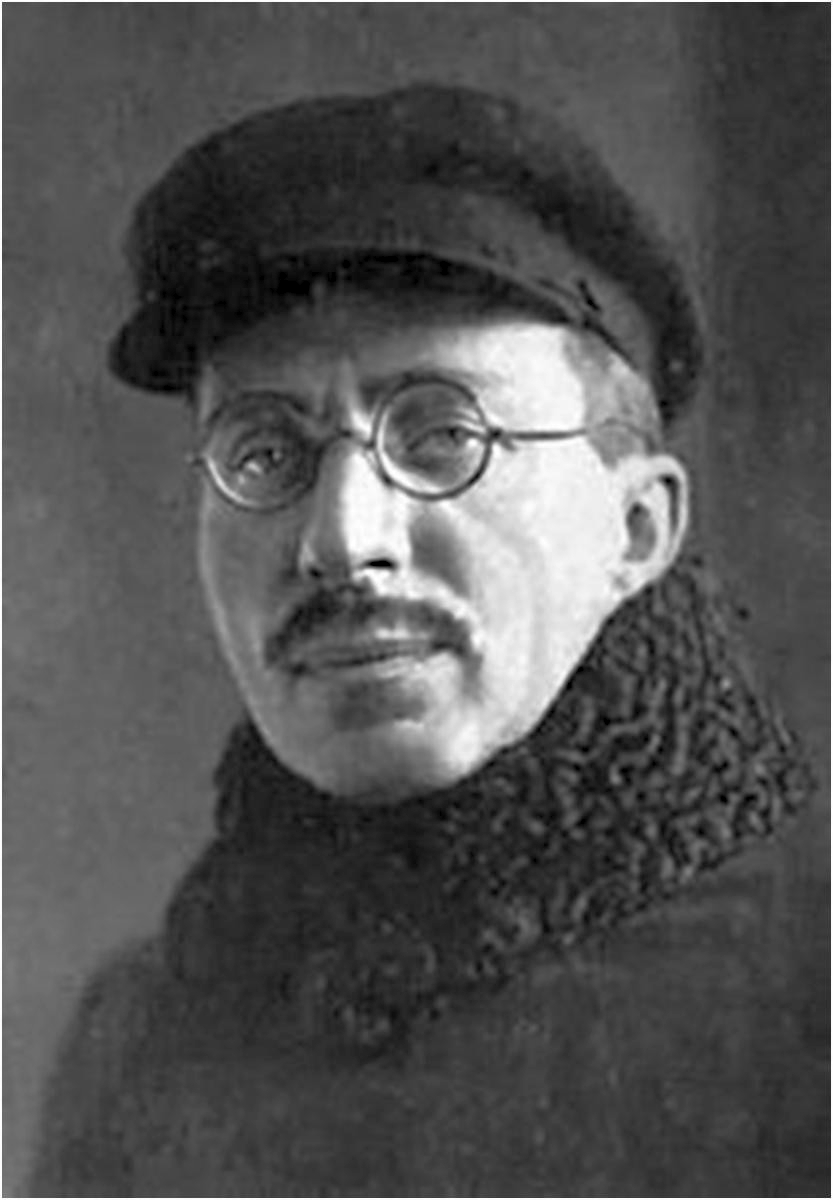
안톤 마카렌코

안톤 세묘노비치 마카렌코(Антон Семенович Макаренко, 1888년 하리코프 – 1939년 모스크바)는 우크라이나와 러시아의 교육자이다.

## 생애
안톤 마카렌코는 1888년 3월 13일 우크라이나의 하리코프 시 벨로폴리예 마을에서 철도 공장 페인트공의 4남매 중 둘째로 태어났다. 그는 1895년 초등학교에 입학했으나 12세 때 부친의 전근으로 폴타바 주 크레멘추크 부근의 크류코프로 이사해 4년제 크레멘추크 시립학교에 다녔다. 그는 1904년 우수한 성적으로 학교를 졸업한 후 이 학교에 부설된 농촌 교사 양성을 위한 1년제 교원 양성과를 졸업하고, 1905년 9월 5년제 크류코프 철도학교 교사로 부임해 6년간 교사 생활을 하게 된다. 그러나 이 학교에서 마카렌코는 교장의 관료적인 태도로 인해 충돌이 잦았고, 이 때문에 1911년 헤르손 지방 돌린스카야 역 철도학교 교사로 전보되어 1914년까지 근무하게 된다.
그는 이 시기에 러시아의 고전문학에 관심이 많았고, 특히 막심 고리키의 작품에 큰 영향을 받았으며, 벨린스키, 도브롤류보프, 체르니솁스키 등의 저작으로부터도 많은 것을 배웠다.
그는 1914년 폴타바 고등사범학교에 입학하여 러시아 문학에 몰두했고, 풍자 잡지의 편집을 맡아 문학적 재능을 나타내기도 했다. 그는 1918년 부속 고등초등학교의 임시교사로 근무하다가 같은 해 12월 크류코프 고등초등학교 교장 겸 장학관으로 부임해 1919년 가을까지 근무했다.
1920년 9월에 그는 폴타바 주 국민교육부로부터 법률을 위반한 미성년 부랑아들을 위한 콜로니아(아동 노동 시설)를 조직하는 일을 위임받게 되었고, 이 일로 인해 그는 인생의 새로운 전환점을 맞게 되었다. 그는 이곳에서 그 후 8년간 새로운 사회주의적 인간을 양성하는 영웅적인 교육 실천에 몰두하게 된다. 그는 비행소년의 재교육을 맡아 이들을 올바르게 지도하기 위해 각종 교육학 문헌들을 두루 섭렵했으나 기존 교육학으로부터는 새로운 방향을 배울 수 없었다. 독자적인 교육 방법론을 모색하고 있던 그는 1928년 3월 14일 우크라이나 교육 인민위원부 교육학연구소 사회교육부 회의에서 “제르진스키 콤뮤나에서의 훈육 과정 조직의 기본 원칙”에 관한 보고에서 당시에 지배적이었던 구미 교육학과 아동학적 방법에 대해 비판을 가했다. 이로 인해 갈등이 깊어지자 마카렌코는 자신의 교육 원칙을 지키기 위해 콜로니아를 떠나 1927년부터 맡고 있던 내무 인민위원부 산하의 제르진스키 콤뮤나에서 이후 8년간 자신의 일에 몰두하게 된다. 그는 1935년 제르진스키 콤뮤나의 소장직을 퇴임하고 우크라이나 공화국 내무 인민위원부 노동 콜로니아부 부장 대리가 되어 키예프로 옮겼으며, 1937년에는 모스크바로 옮겨 문필 활동과 강연에 전념했다.

## 저서
그의 저작으로는 교육 실천을 기록한 ≪교육시≫(1937)와 제르진스키 콤뮤나에서의 생활과 실천을 기록한 ≪1930년 행진곡≫(1932)과 ≪탑 위의 깃발≫(1938)을 비롯하여 ≪부모를 위한 책≫(1937), ≪아동교육 강연≫(1940) 등과 ＜소연방에 있어서의 국민 교육＞(1935), ＜훈육 과정의 조직방법론＞(1935), ＜개인과 사회에 대하여＞(1936), ＜행복＞(1937), ＜교육의 목적＞(1937), ＜아동교육에 대하여＞(1937), ＜소비에트 학교 교육의 제 문제＞(1938), ＜나의 교육학적 견해＞(1939) 등 많은 교육 논문이 있다. 이 외에도 그는 ≪장조≫(1933), ≪고대의 길≫(1936), ≪긍지≫(1937), ≪콜로니스트≫(1938) 등의 문학작품도 남겼다.